# 触地図
触地図（しょくちず）とは、視覚障害者が触覚により空間認識を行うための地図のことで、「触知地図」や「触覚地図」とも呼ばれる。道路や建物などの地物を凹凸のある線や網目模様で、注記を点字により表現している。1880年代に盲学校において地理の授業用に作成されたのが始まりとされている。
近年では、バリアフリーのため駅や公共施設などに構内図や周辺図として設置されているところもある。また国土地理院により、電子国土Webシステムの持つ機能を利用して国土地理院から配信されるベクタ形式の地図情報を取り込み、触地図を作成するための原稿データをその都度動的に生成する「触地図原稿作成システム」も開発され、一般に試験公開されている。さらに国土地理院では3Dプリンタを活用した触地図の開発も進められている。
より一般的には、たとえばバリアフリーのためのマンガ展示の美術館における「触図」のように、あらゆる図像を「触覚」による認識可能なものにすることも視野に入る。